# Phocitrema fusiforme
Phocitrema fusiforme är en plattmaskart. Phocitrema fusiforme ingår i släktet Phocitrema och familjen Heterophyidae. Inga underarter finns listade i Catalogue of Life.